# خط ۴ متروی سئول
خط ۴ متروی سئول (انگلیسی: Seoul Subway Line 4) یکی از خطوط متروی سئول است.
این خط که در سال ۱۹۸۵ تأسیس شده دارای ۴۸ ایستگاه و ۷۲٫۱ کیلومتر طول است.

## نگارخانه

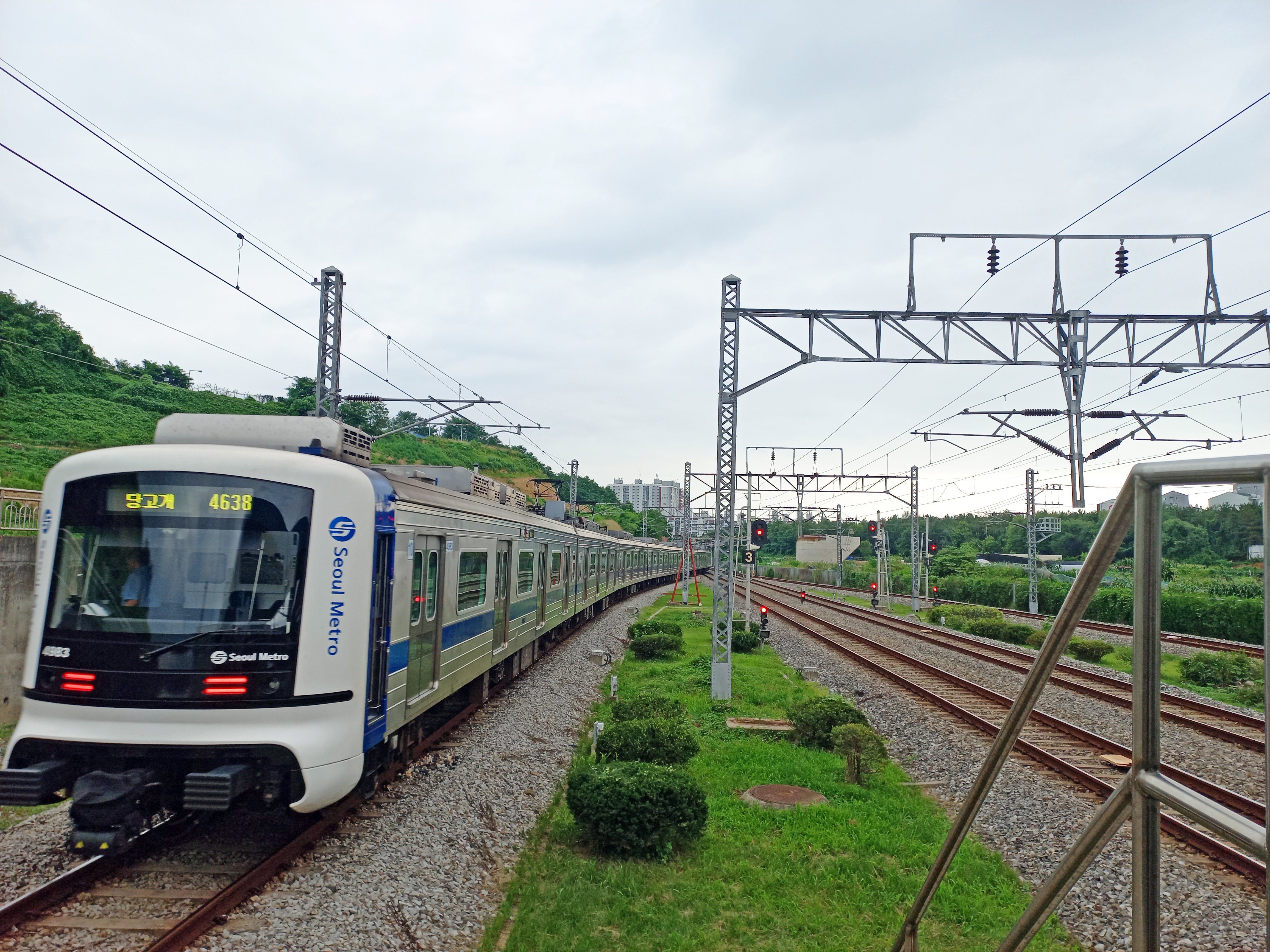
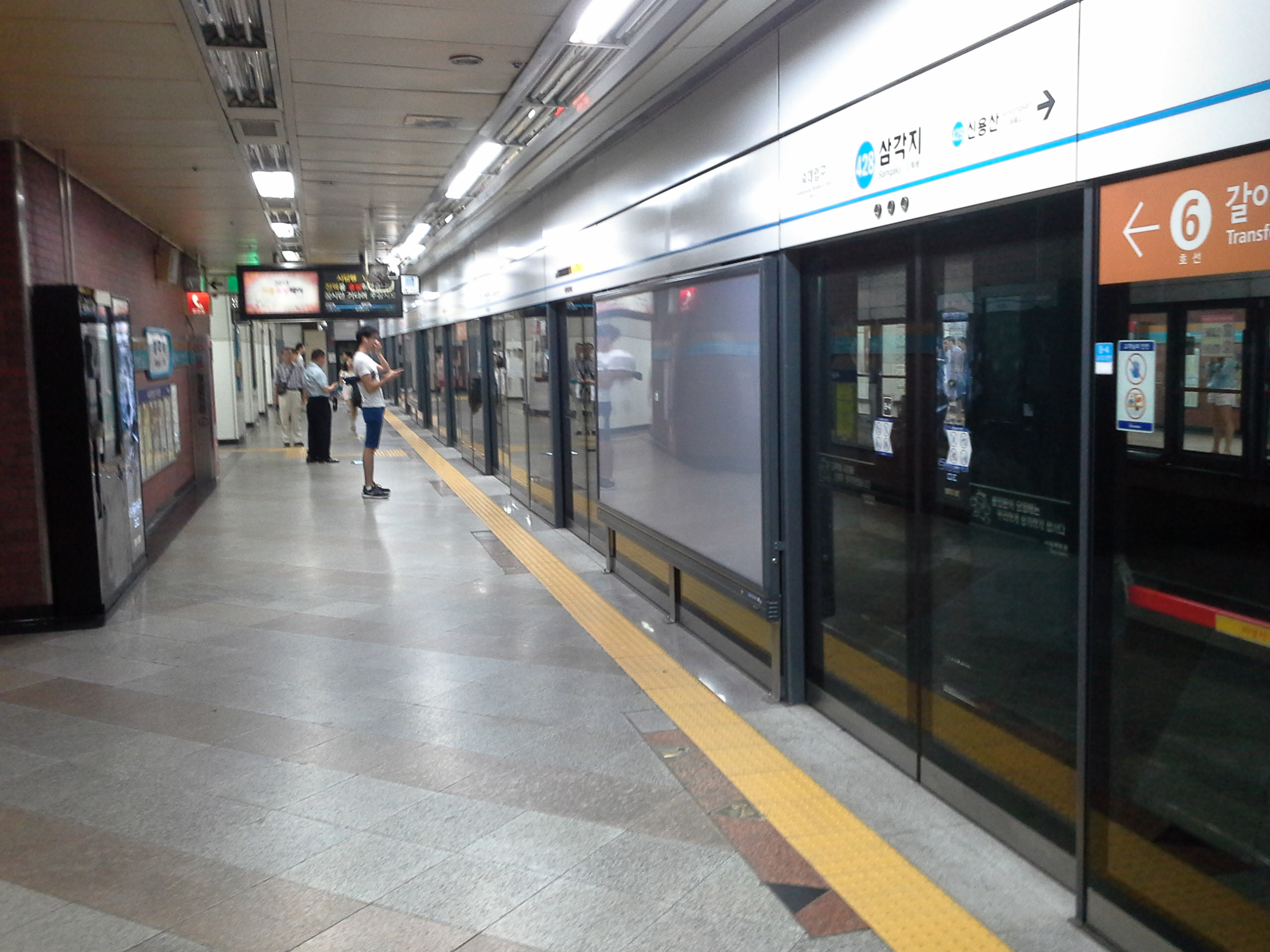
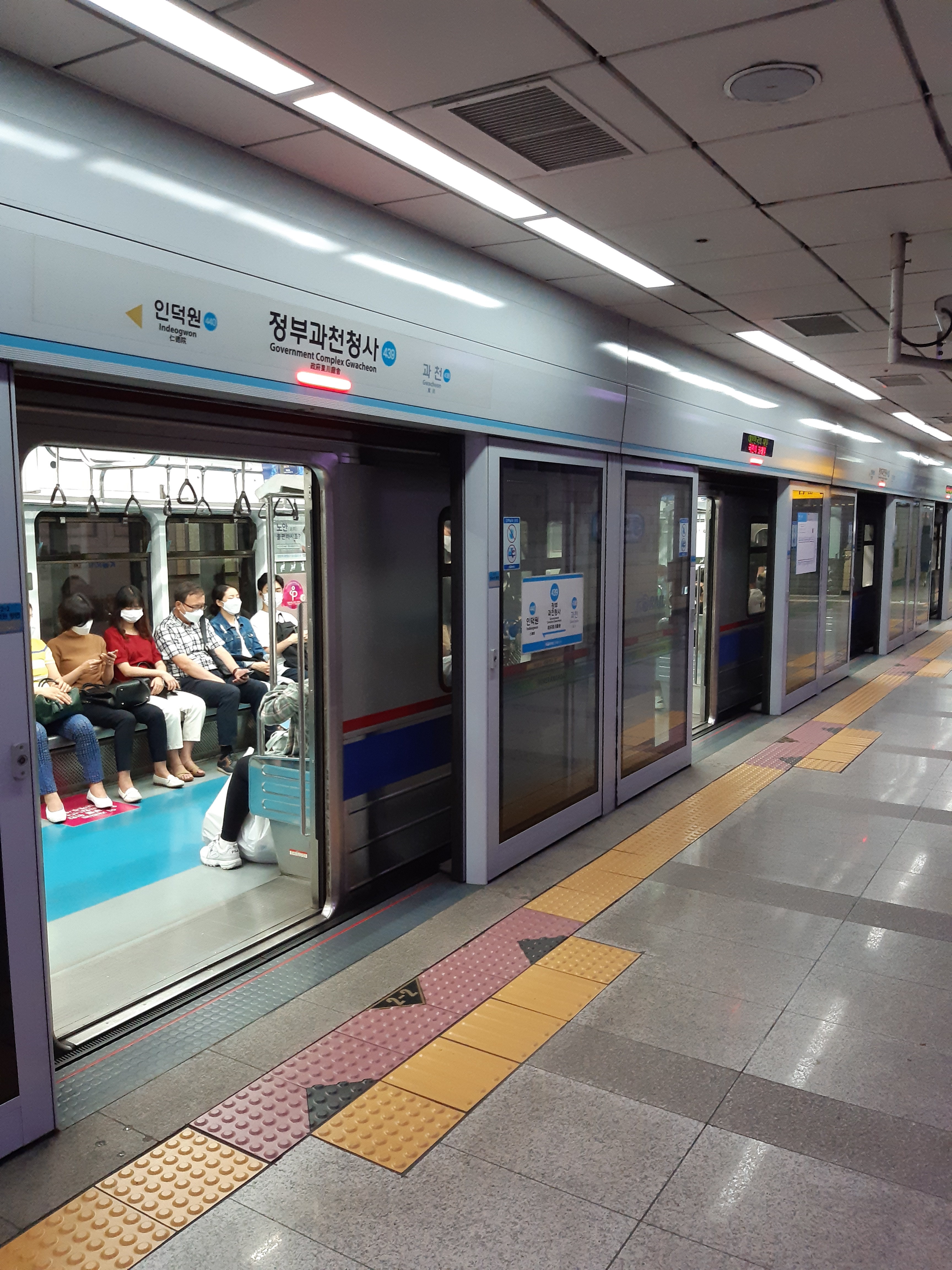
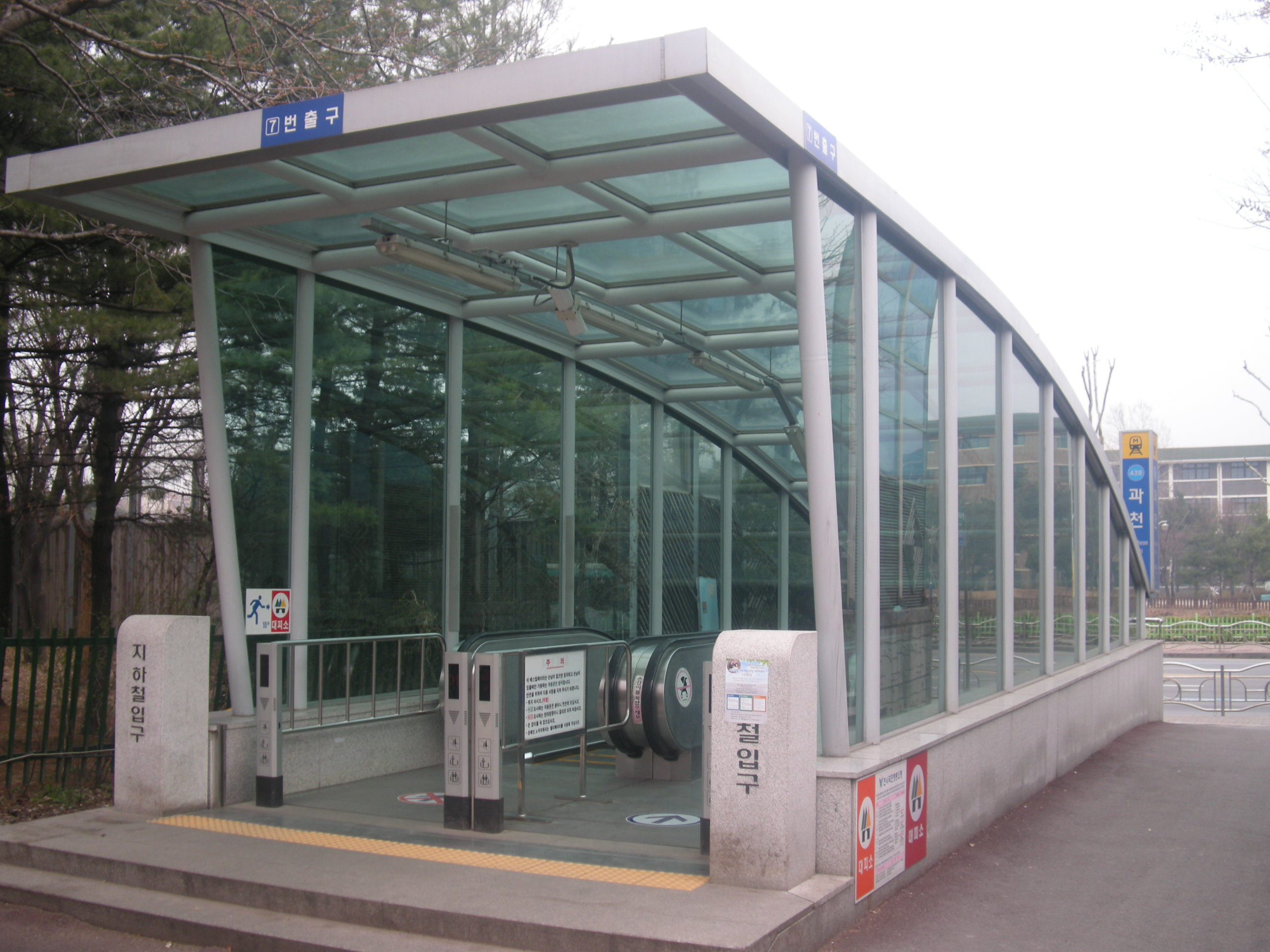